# Щитник линейчатый
Щи́тник лине́йчатый, или графозома полосатая (лат. Graphosoma lineatum) — вид клопов из семейства Настоящие щитники.

## Этимология
Также щитника линейчатого называют «клоп итальянский» за его внешнюю схожесть с расцветкой формы гвардейцев Ватикана.

## Описание
Крупный клоп длиной до 11 мм. Щиток доходит до вершины брюшка. Окраска красная с продольными чёрными полосами. Ноги имеют красно-рыжую окраску, чем он отличается от близкого вида — Щитника итальянского (Graphosoma italicum), ноги которого преимущественно чёрного цвета.

## Ареал
Щитник линейчатый распространён в средней полосе, на юге Европейской части России, в Средней Азии.

## Биология
Обитают на зонтичных. Питаются их семенами.

## Галерея

Graphosoma lineatum
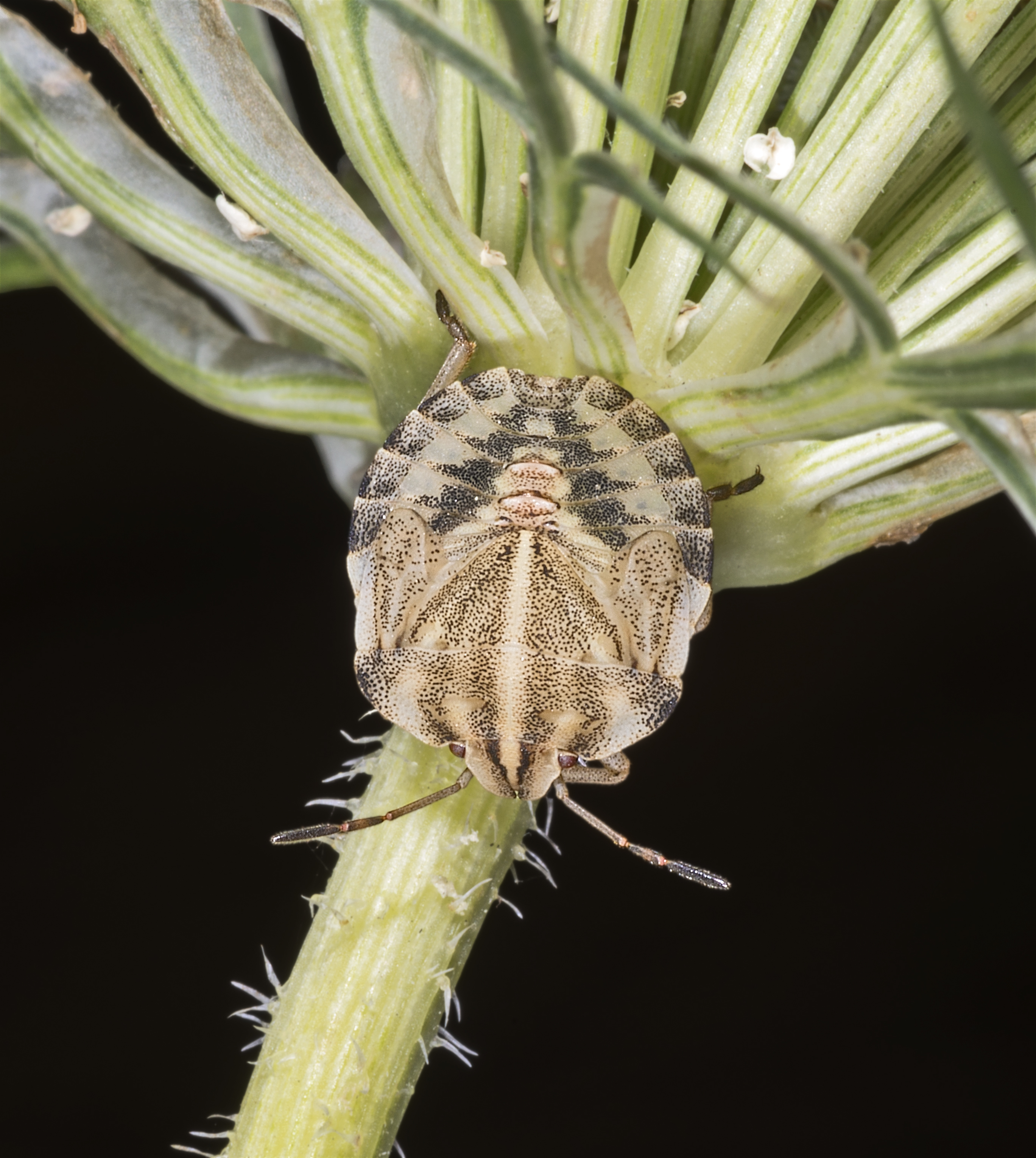
Нимфа
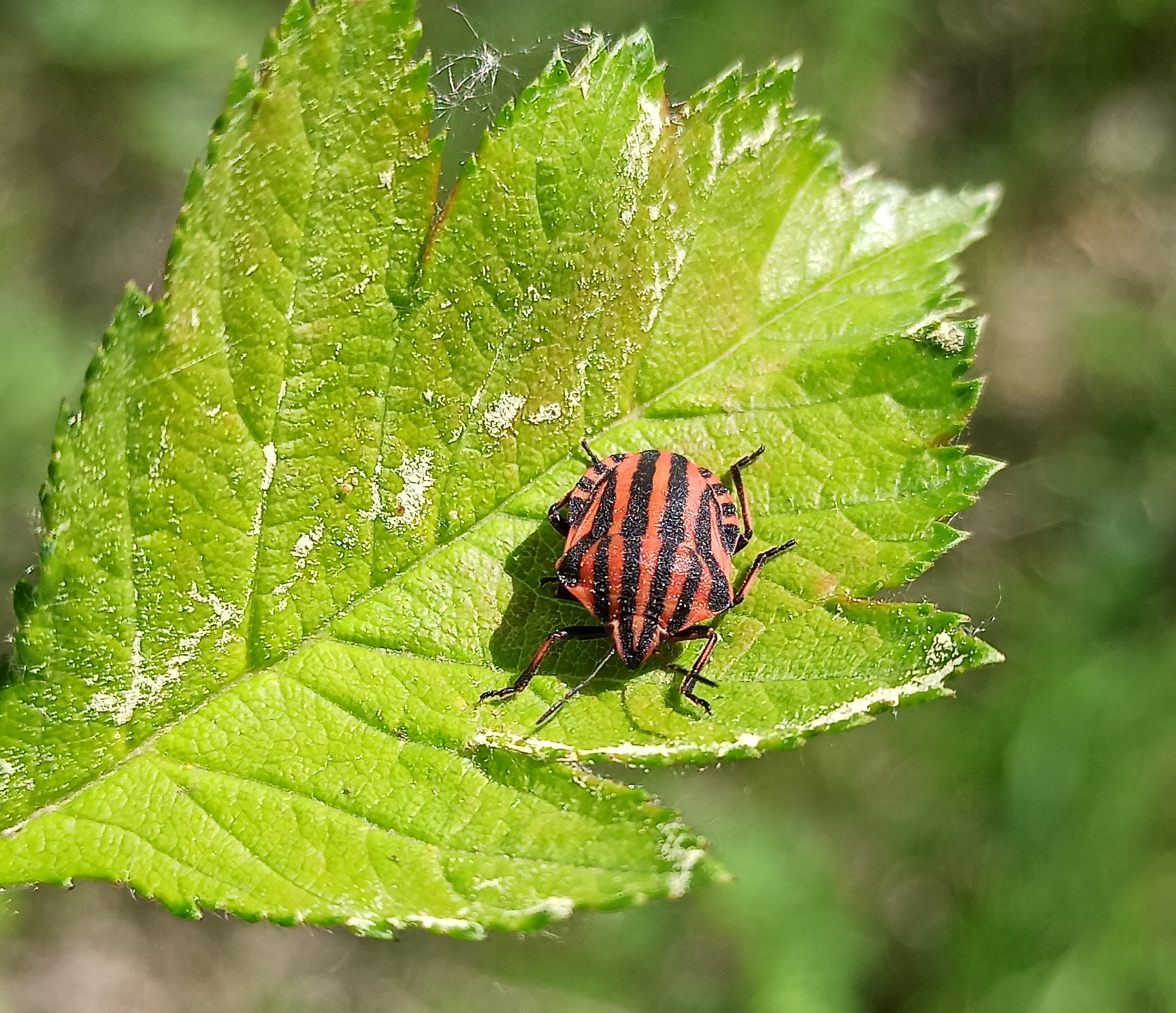
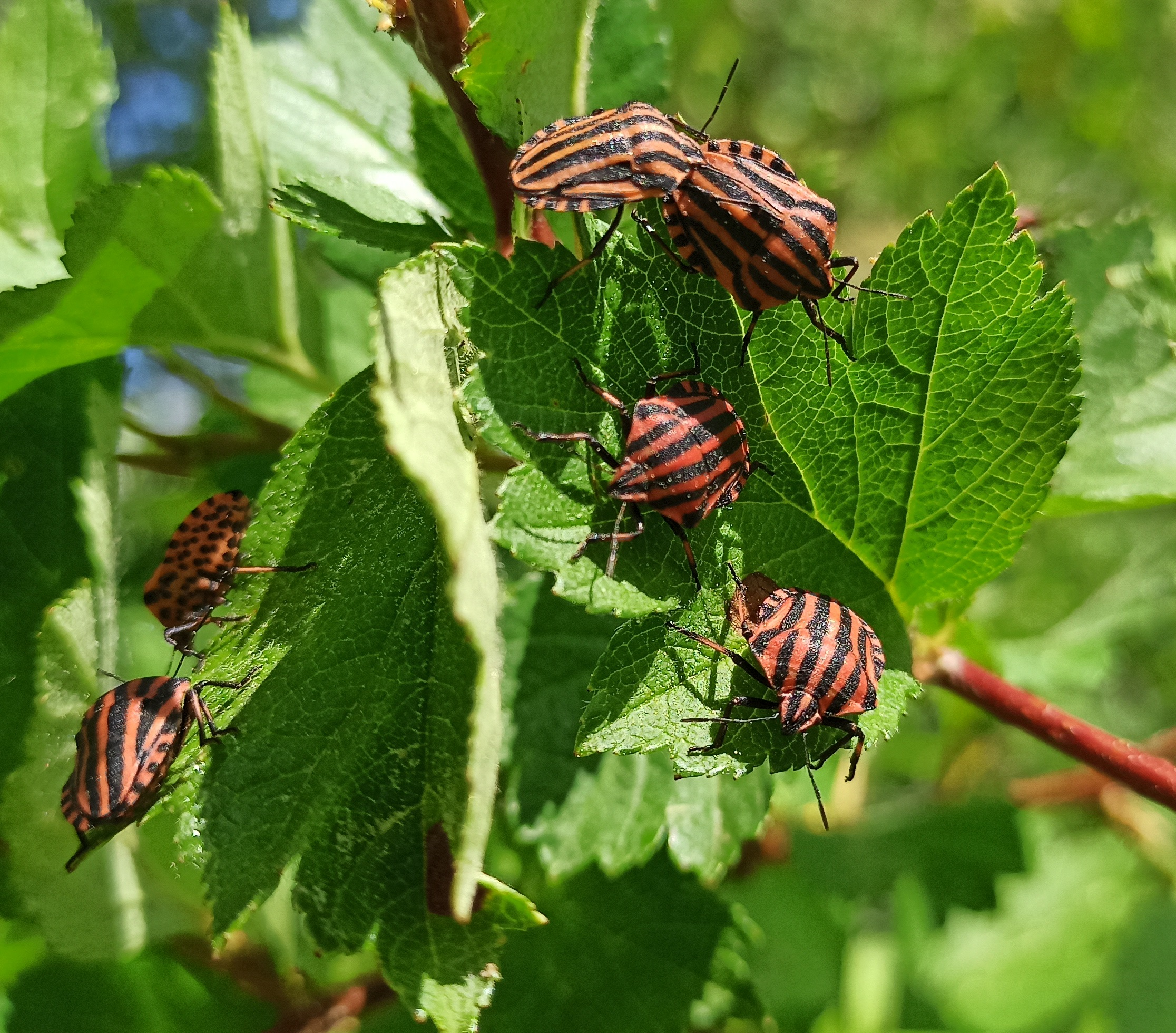